# Tony Oursler
Tony Oursler (Nova York, 1957). Videoartista, músic, performer i realitzador d'instal·lacions.
Estudià al California Institute of Arts, on treballà especialment el vídeo i les instal·lacions. Ha format part del grup de Rock Poetics, amb Mike Kelley i John Miller, i ha col·laborat amb Constance DeJong, Tony Conrad, Dan Graham i Sonic Youth. Està casat amb la pintora abstracta Jacqueline Humphries.

## Obra
Oursler és conegut especialment per les seves instal·lacions o escultures de vídeo, en què sobre pantalles en forma de bola, es projecten cares que parlen, criden, miren i interpel·len els espectadors. Combinant sovint text parlat, imatge dinàmica i escultura, els treballs d'Oursler exploren la relació entre l'individu i els mitjans de comunicació, amb un toc d'ironia i humor.
Algunes de les seves obres han estat llums que parlaven, com Streetlight (1997), la seva sèrie de vídeo-escultura d'ulls amb pantalles de televisió reflectides en les pupil·les, i sinistres caps parlants com Composite Still Life (1999). Una instal·lació anomenada Optics (1999) examinà la polaritat entre obscuritat i llum en la càmera obscura. Oursler crea instal·lacions que inquieten i fascinen alhora, i que li han portat el reconeixement del públic i de la crítica.
La seva obra Time is nothing es va vendre a Sotheby's de Nova York per 78.196 euros el maig de 2007.
Té una instal·lació permanent al Parc del Fòrum de Barcelona.